# Microrégion d'Alvorada d'Oeste

Localisation de la microrégion d'Alvorada d'Oeste

La microrégion d'Alvorada d'Oeste est l'une des six microrégions qui subdivisent l'est de l'État du Rondônia au Brésil.
Elle comporte 4 municipalités qui regroupaient 84 970 habitants en 2006 pour une superficie totale de 14 444 km².

## Municipalités[1]
- Alvorada D'Oeste
- Nova Brasilândia D'Oeste
- São Miguel do Guaporé
- Seringueiras